# Gaienhofen
Gaienhofen là một thị xã thuộc huyện Konstanz, bang Baden-Württemberg, Đức. Nơi đây nằm ở biên giới với Thụy Sĩ.